# Atom Heart Mother
Atom Heart Mother är ett musikalbum av Pink Floyd som släpptes 1970. Det innehåller bland annat den drygt 23 minuter långa, instrumentala "Atom Heart Mother". Det spelades in i Abbey Road Studios i London och blev som första album av gruppen etta på UK Albums Chart. 

## Titel
Det var länge oklart vad albumet skulle heta. Titellåten gick länge under namnet The Amazing Pudding men man ansåg inte att detta namn var så bra. Under en radioinspelning med radiomannen John Peel såg man en rubrik i tidningen The Evening Standard som handlade om en hjärtsjuk fembarnsmor som hade fått en pacemaker inopererad. Denna var bestyckad med ett plutoniumbatteri. Rubriken löd "The Atom Heart Mother is Named". Roger Waters fattade tycke för den namnet. Det hade ingenting att göra med vare sig albumet som helhet eller titellåten.

## Omslaget
Omslaget gjordes av Storm Thorgerson på designbyrån Hipgnosis som gjorde många omslag åt Pink Floyd. Varken gruppens namn eller albumets titel finns med på framsidan. Det pryds med en svartvitspräcklig ko (på vissa upplagor av skivomslaget ser kon mer ut att vara brunvitspräcklig) av rasen Holstein (svensk låglandsboskap). Kon hette Lulubelle III och kom från Hertfordshire norr om London. På skivomslagets baksida förekommer det ytterligare minst en annan ko.

## Alan's Psychedelic Breakfast
Alan's Psychedelic Breakfast är lite speciell. Mellanakterna med prat och ljudeffekter spelades in i Lindy och Nick Masons kök. Det var roadien Alan Stiles som muttrade någonting om att han gillar marmelad samtidigt som han först hällde upp en tallrik med Rice Krispies och senare stekte ägg och bacon. 
De musikaliska styckena är inspelade i studio.

## Låtlista

### Sida 1
1. "Atom Heart Mother" (David Gilmour, Nick Mason, Roger Waters, Richard Wright, Ron Geesin) - 23:39
  - a) "Father's Shout"
  - b) "Breast Milky"
  - c) "Mother Fore"
  - d) "Funky Dung"
  - e) "Mind Your Throats Please"
  - f) "Remergence"

### Sida 2
1. "If" (R. Waters) - 4:30
2. "Summer '68" (R. Wright) - 5:28
3. "Fat Old Sun" (D. Gilmour) - 5:23
4. "Alan's Psychedelic Breakfast" (D. Gilmour, N. Mason, R. Waters, R. Wright) - 13:00
  - a) "Rise and Shine"
  - b) "Sunny Side Up"
  - c) "Morning Glory"

## Medverkande
- David Gilmour - sång och gitarr
- Roger Waters - sång och elbas
- Richard Wright - sång och keyboards
- Nick Mason - trummor och slagverk

- John Aldiss Choir - sång
- Alan Parsons - tekniker
- Peter Bown - tekniker
- Ron Geesin - orkesterarrangemang och medkompositör på titelspåret